# Katarzyna Pietrzyk
Katarzyna Pietrzyk (ur. 28 czerwca 1966 w Warszawie) – polska dziennikarka i polityk, posłanka na Sejm RP I kadencji.

## Życiorys
Ukończyła Liceum ogólnokształcące w Warszawie, przez pięć lat studiowała także na Wydziale Prawa i Administracji Uniwersytetu Warszawskiego. W 1991 uzyskała mandat posłanki na Sejm I kadencji. Została wybrana z listy ogólnopolskiej kandydatów w okręgu warszawskim z ramienia Konfederacji Polski Niepodległej.
Zasiadała w Komisji Kultury i Środków Przekazu, Komisji Polityki Gospodarczej, Budżetu i Finansów oraz Komisji Nadzwyczajnej do rozpatrzenia projektów ustaw o zmianie ustawy Prawo spółdzielcze.